# 帕克公园
52°12′08″N 00°07′40″E / 52.20222°N 0.12778°E
帕克公园（Parker's Piece）是英国剑桥的一个公共绿地，面积25-英畝（100,000-平方），正方形，位于市中心附近，四周分别是公园台（Park Terrace）、 Parkside、冈维尔坊（Gonville Place）和摄政台（Regent Terrace）。两条对角线步道，在中间交汇处有一灯柱，称为现实检查站。
公园草坪经精心修剪，今天主要是野餐地点以及足球与板球场地。
1838年，在帕克公园为15000名客人举行了一场盛宴，庆祝维多利亚女王的加冕典礼。

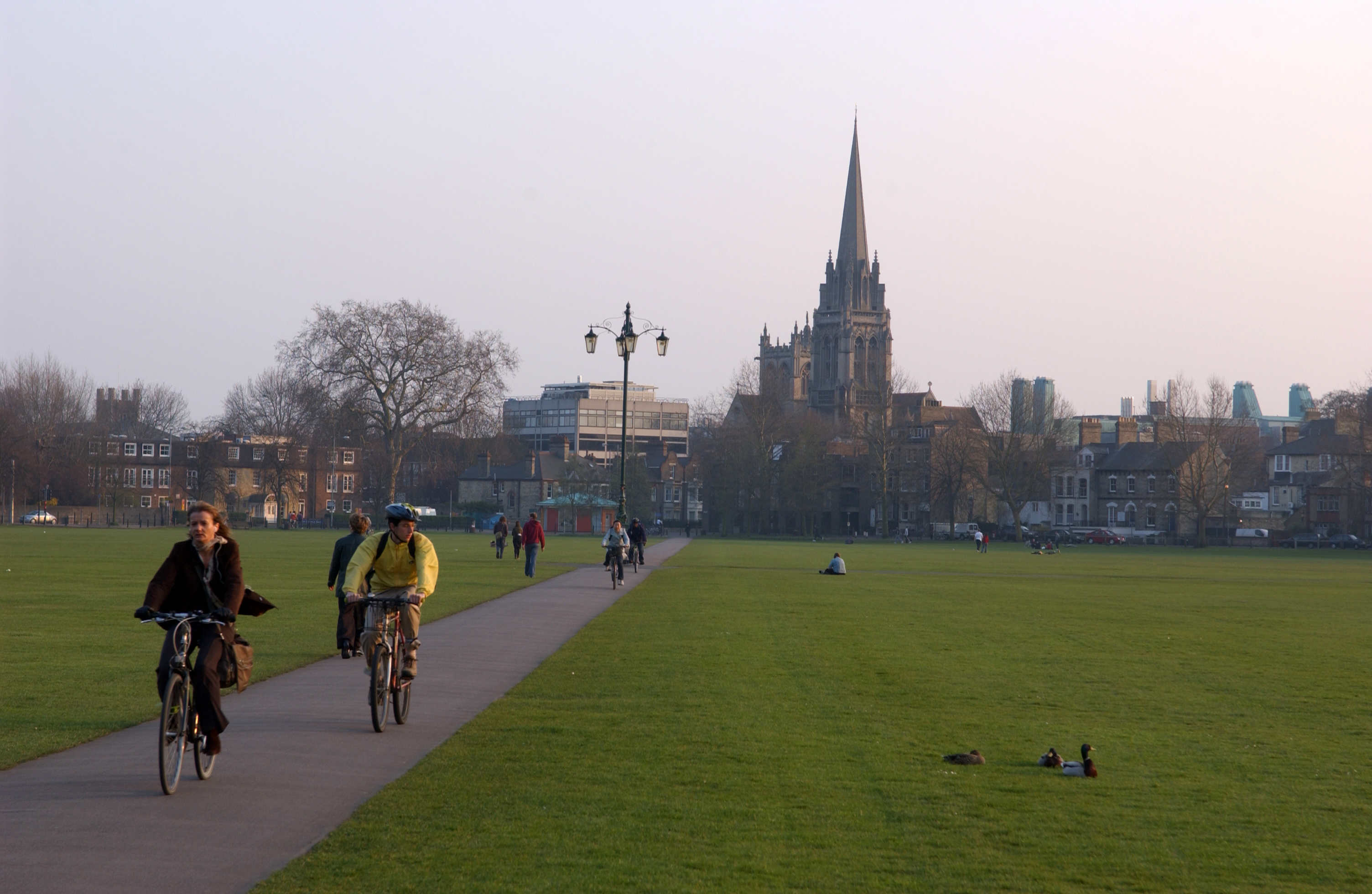
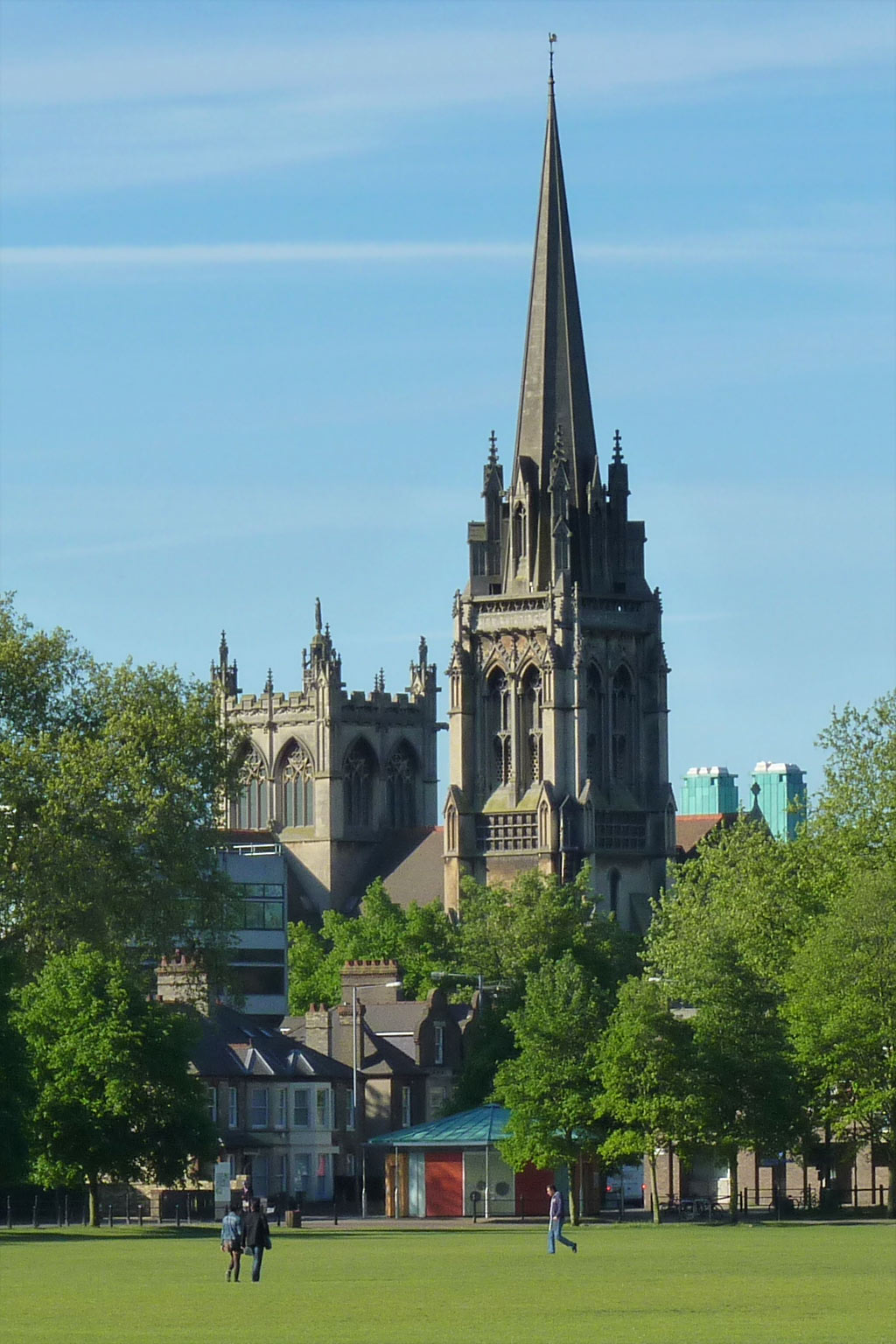
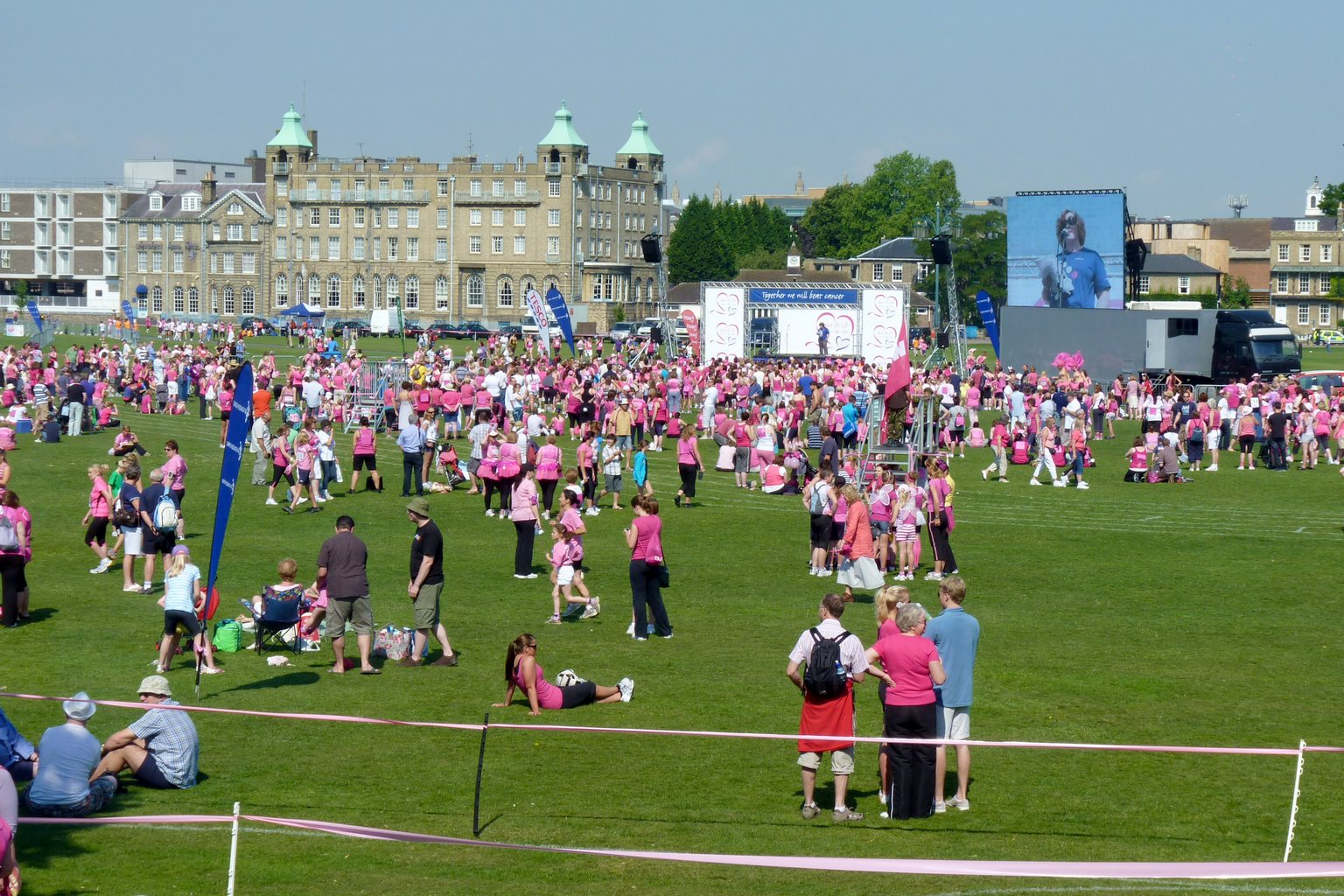
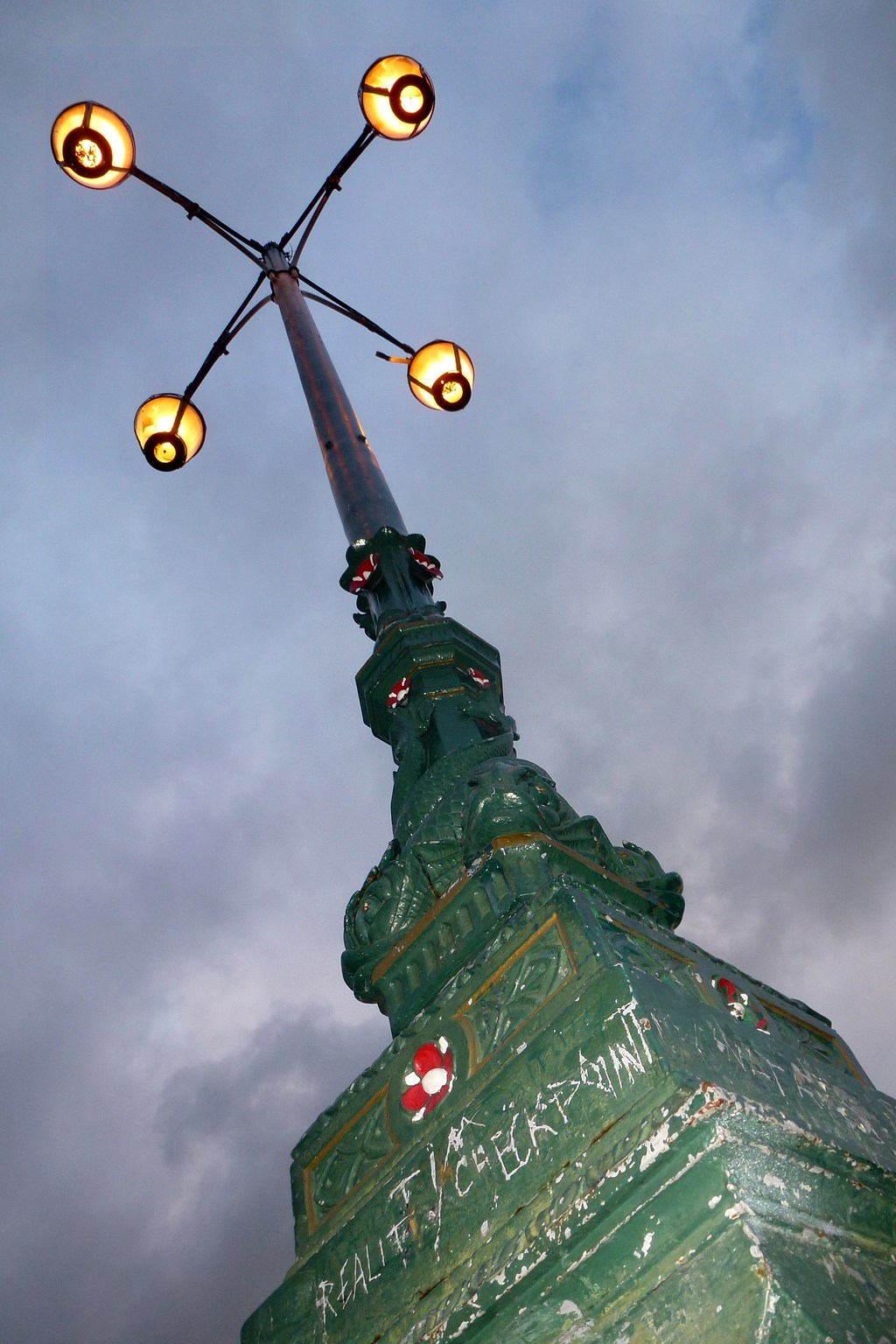
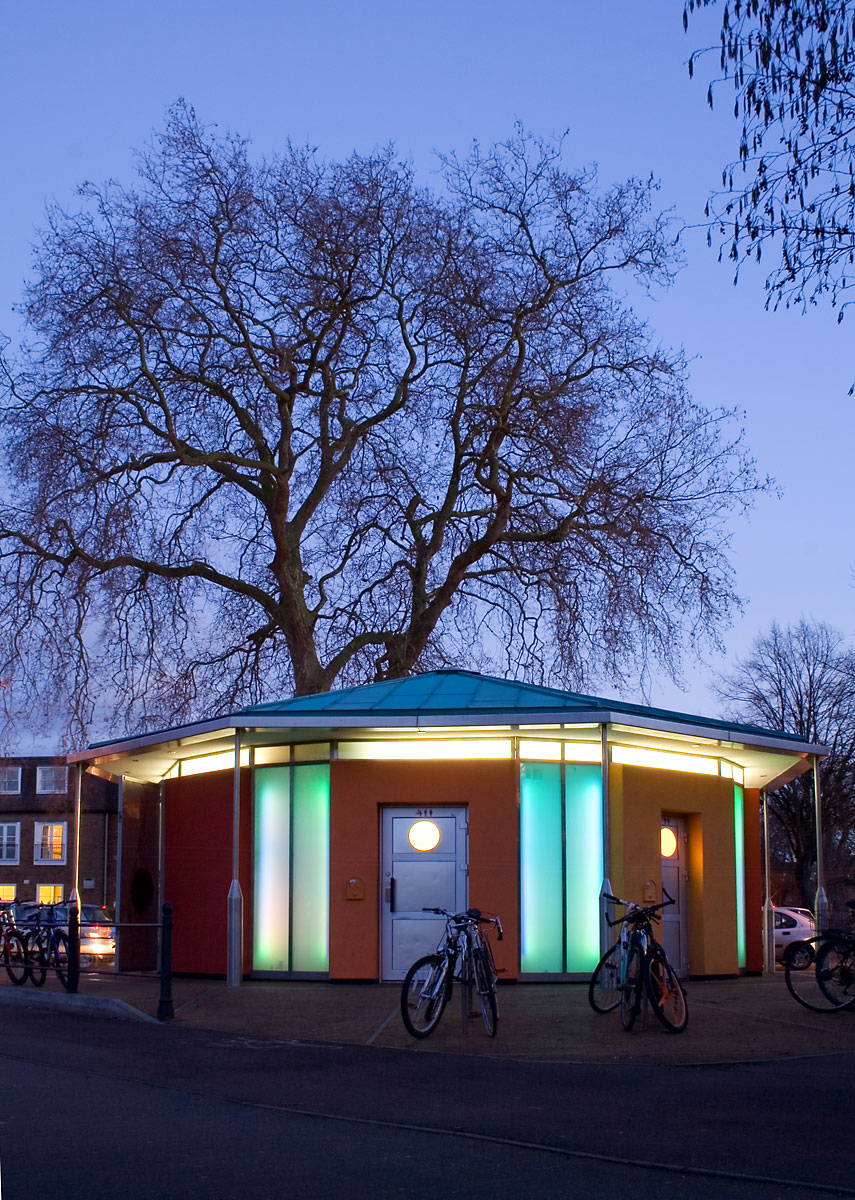
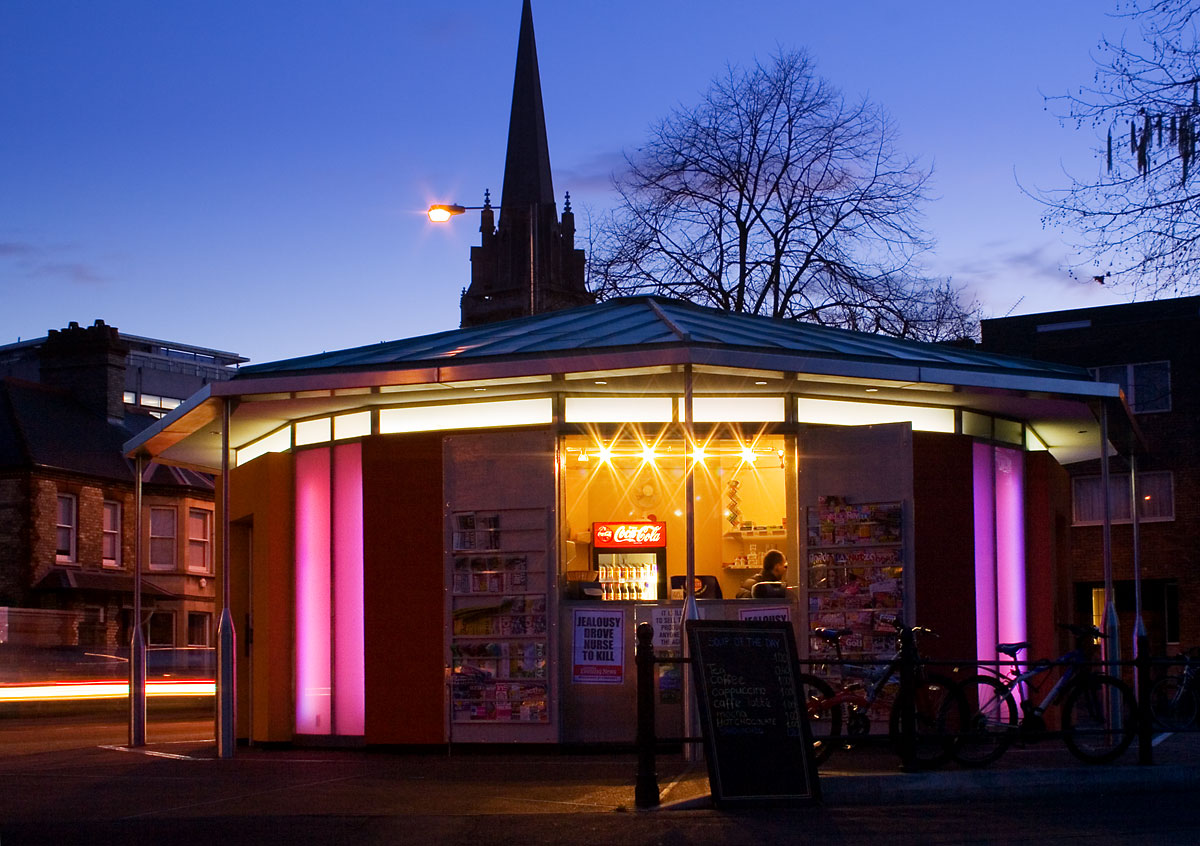
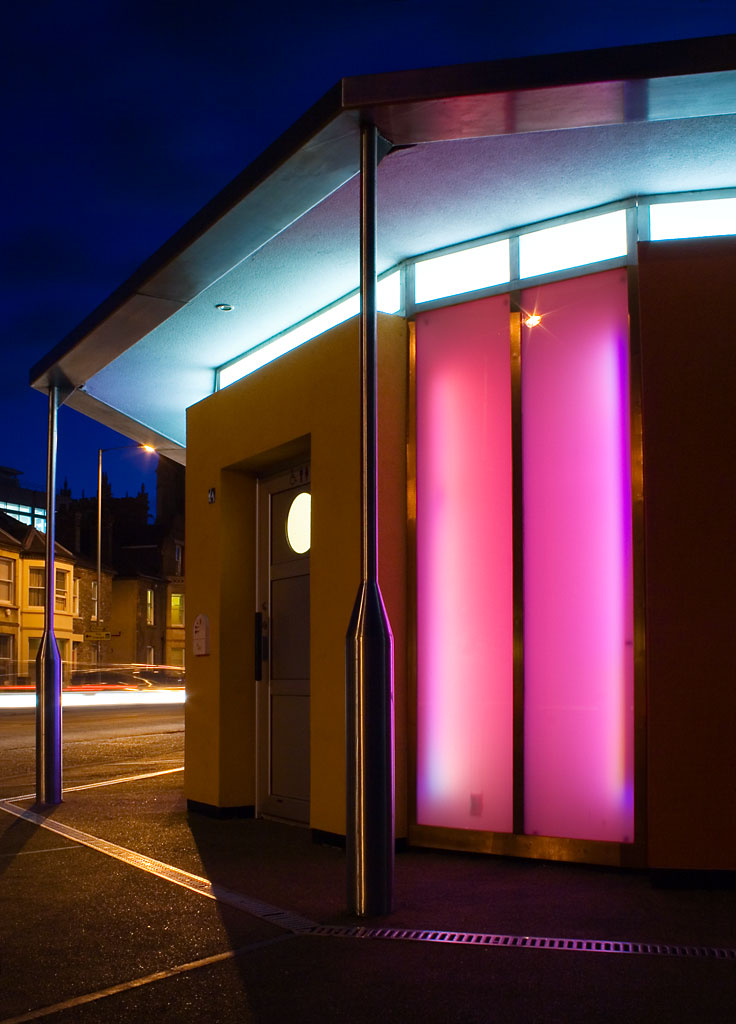
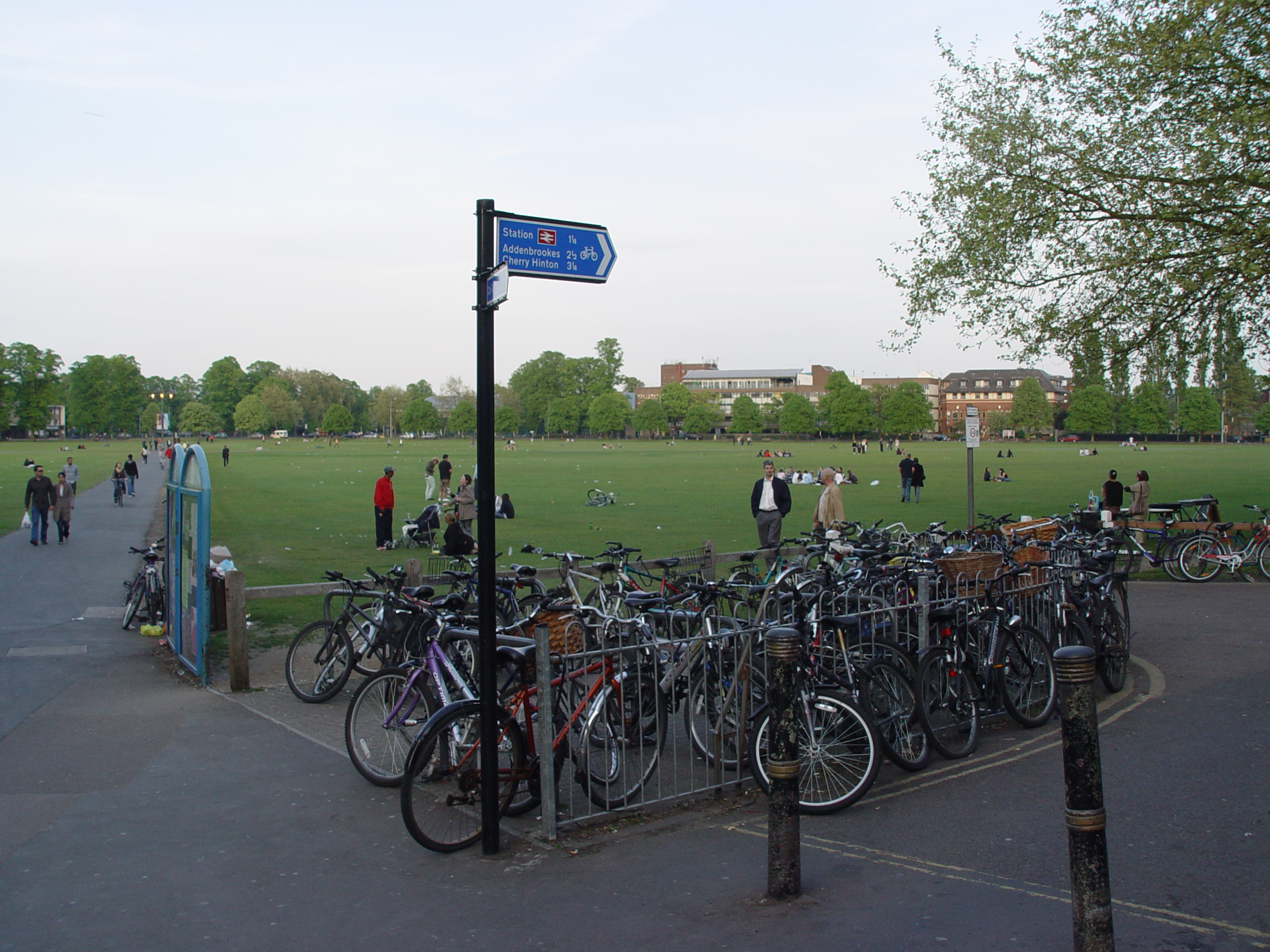
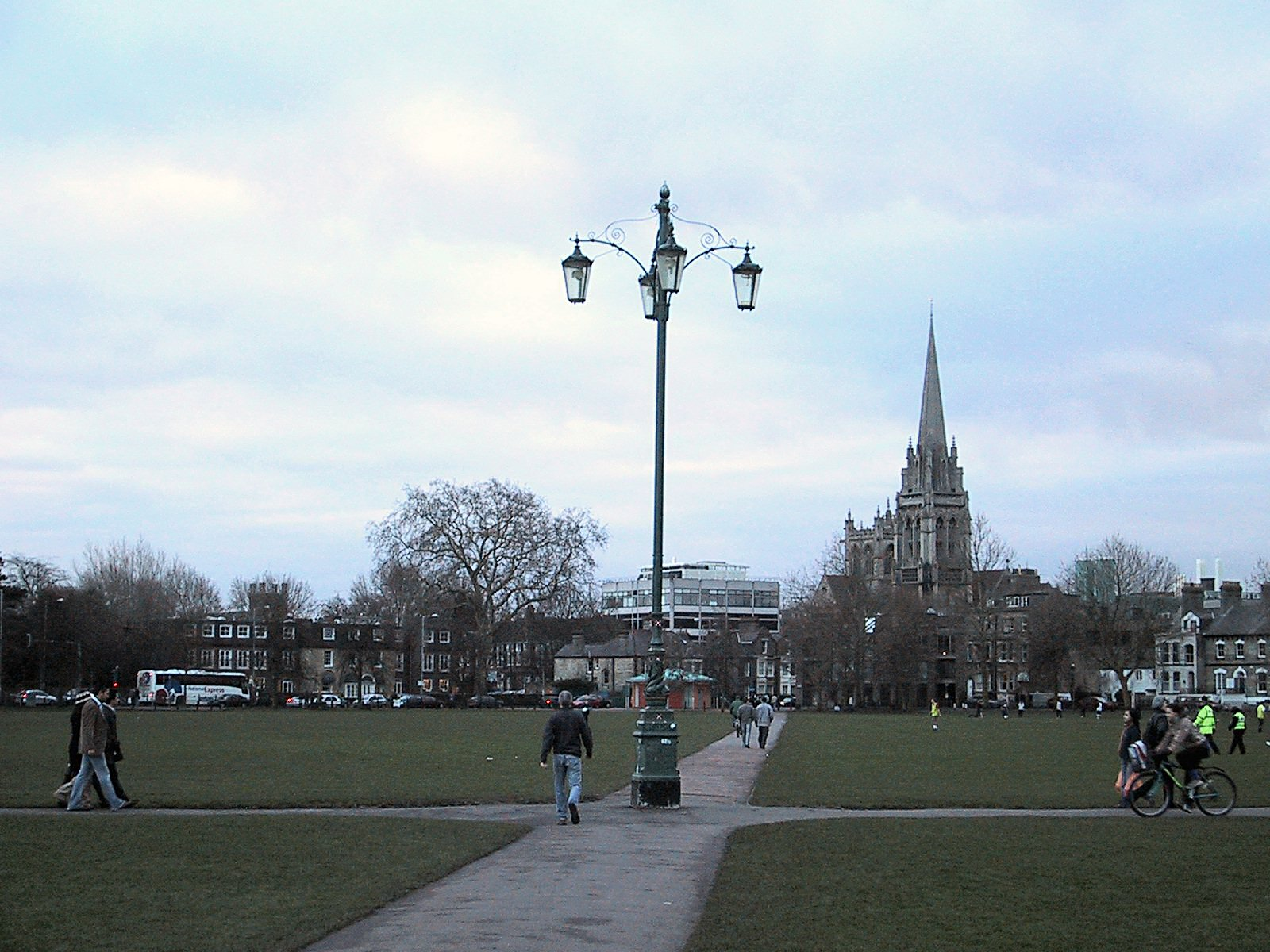
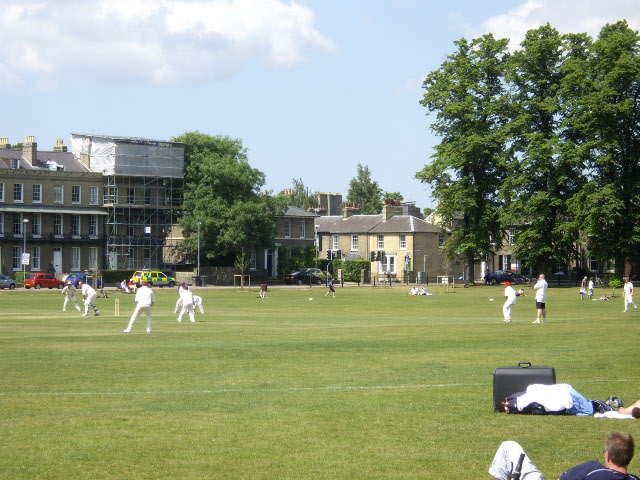